# Flaga Hamburga
Flaga Hamburga – przedstawia biały zamek na czerwonym tle. Środkowa wieża z krzyżem symbolizuje średniowieczną Katedrale. Gwiazdy nad bocznymi wieżami to gwiazdy Maryi, patronki Hamburga. Wrota były w ciągu historii raz zamknięte, raz otwarte. Do XVIII wieku flaga przedstawiała czerwony zamek na białym tle. Flaga cywilna została ustanowiona 6 czerwca 1834 roku.
Flaga urzędowa używana przez senat Hamburga składa się z białego kwadratu umieszczonego na czerwonym tle. Wewnątrz kwadratu znajduje się większy herb Hamburga. Herb ten przedstawia biały zamek na czerwonej tarczy, trzymany przez dwa złote lwy. Nad tarczą herbu znajduje się hełm w płaszczu. Flaga urzędowa została ustanowiona 8 października 1897 roku.
Bandera admiralicji ukazuje na czerwonym tle niebieską kotwicę z żółtą poprzeczką, przed którą znajduje się herb mniejszy Hamburga ukazujący biały zamek. Przyjęta została 6 czerwca 1952 roku.